# Deutsche DT-Fußballmeisterschaft 1925/26
Die Deutsche DT-Fußballmeisterschaft 1926 war die zweite von der Deutschen Turnerschaft ausgerichtete deutsche Meisterschaft im Fußball. Sieger wurde der MTV Fürth.

## Modus und Teilnehmer
Gespielt wurde im K.-o.-System. 
| - STV Fortuna Dortmund - MTV Fürth - TV Holzhausen | - TV 1846 Mannheim - MTV Vater Jahn Peine | - Rothenburgsorter TV - ATV Weida |

## Ergebnisse

### Viertelfinale
|                      | Ergebnis |                      |
| -------------------- | -------- | -------------------- |
| Rothenburgsorter TV  | 4:3      | ATV Weida            |
| MTV Fürth            | 3:1      | STV Fortuna Dortmund |
| MTV Vater Jahn Peine | 3:1      | TV 1846 Mannheim     |

Der TV Holzhausen erhielt ein Freilos.

### Halbfinale
|                     | Ergebnis |                      |
| ------------------- | -------- | -------------------- |
| Rothenburgsorter TV | 5:1      | TV Holzhausen        |
| MTV Fürth           | 5:4      | MTV Vater Jahn Peine |

### Finale
|           | Ergebnis |                     |
| --------- | -------- | ------------------- |
| MTV Fürth | 3:2      | Rothenburgsorter TV |